# Улейма
Уле́йма — река в европейской части Российской Федерации, протекает по Ярославской области, левый приток Юхоти.
Длина — 83 км, площадь бассейна — 732 км². Крупные притоки — Воржехоть, Кисьма (правые).
Улейма вытекает из болот в малонаселённой местности на западе Борисоглебского района. В верхнем течении петляет по болотистой местности. Течение быстрое, встречаются перекаты, ширина реки не превышает 5 метров. За большими сёлами Улейма и Чурьяково (Чурьяково — фактически является пригородом города Углича) ширина увеличивается до 15—20 метров, скорость течения уменьшается. Впадает в Юхоть возле села Городище.
Улейма образует множество излучин, участки воды с быстрым течением чередуются со спокойными плёсами; берега живописные, но плотно заселённые.
От деревни Фалюково до устья по левому берегу реки расположен зоологический заказник «Верхне-Волжский».
Крупнейшие населённые пункты на реке — сёла Улейма, Покровское, Чурьяково Угличского района. На берегу реки расположены Николо-Улейминский монастырь, ныне принадлежащий старообрядцам (в 18 км от Углича в селе Улейма); биостанция Ярославского университета им. П. Г. Демидова. Река популярна у рыбаков и туристов.

## Данные водного реестра
По данным государственного водного реестра России относится к Верхневолжскому бассейновому округу, водохозяйственный участок реки — Волга от Угличского гидроузла до начала Рыбинского водохранилища, речной подбассейн реки — бассейны притоков (Верхней) Волги до Рыбинского водохранилища. Речной бассейн реки — (Верхняя) Волга до Куйбышевского водохранилища (без бассейна Оки).
По данным геоинформационной системы водохозяйственного районирования территории РФ, подготовленной Федеральным агентством водных ресурсов:
- Код водного объекта в государственном водном реестре — 08010100912110000004611
- Код по гидрологической изученности (ГИ) — 110000461
- Код бассейна — 08.01.01.009
- Номер тома по ГИ — 10
- Выпуск по ГИ — 0